# Pampa (kraina geograficzna)

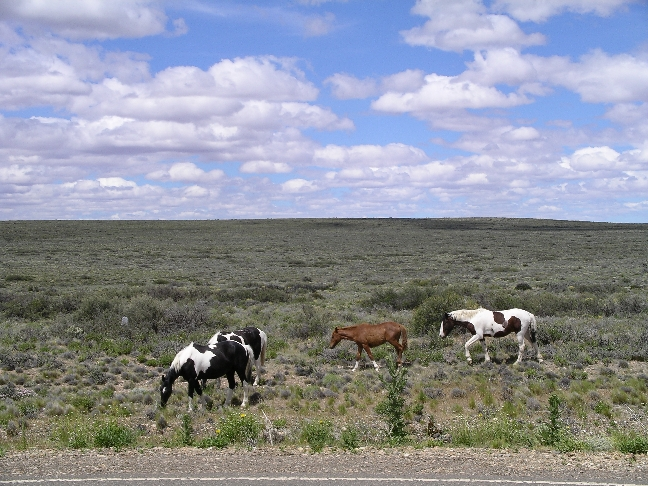
Typowy krajobraz Pampy

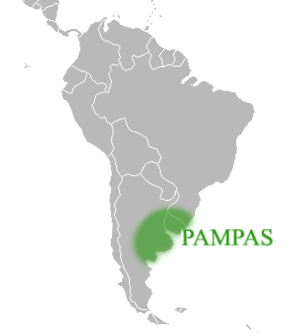
Zasięg Pampy

Pampa – nizinna kraina geograficzna w Ameryce Południowej, jeden z obszarów o najlepszych naturalnych warunkach dla rolnictwa na świecie. Składa się z części Argentyny, większości Urugwaju i najbardziej wysuniętego na południe skrawka Brazylii o powierzchni ponad 750 000 km². Na terenie Pampy występuje łagodny podzwrotnikowy klimat oraz żyzne mady rzeczne i czarnoziemy, co sprzyja rolnictwu. Na Pampie intensywnie uprawia się pszenicę, częściowo też kukurydzę, słonecznik, soję i jęczmień.

## Fauna i flora
WWF dzieli Pampę na trzy regiony: sawannę urugwajską na północy, pampę wilgotną na południowym wschodzie i pampę suchą na południowym zachodzie. Dominuje trawiasta roślinność stepowa: ostnica, trawa pampasowa (Cortaderia selloana), rośliny zielne. Obszary leśne występują wzdłuż rzek i na północnych granicach, do symboli Pampy należy drzewo (według systematyki roślina zielna) ombu (Phytolacca dioica)
Do fauny należą nandu, jeleń pampasowy, puma, lis pampasowy (lisoszakal), mara, w części północnej kapibara, a także myszołowy, jaskółczaki, kuropatwy, fulice.